# La Caunette
La Caunette là một xã thuộc tỉnh Hérault trong vùng Occitanie ở phía nam nước Pháp. Xã này nằm ở khu vực có độ cao trung bình 128 mét trên mực nước biển. Dân số thời điểm năm 1999 là 306 người.